# 前田忠昭
前田 忠昭（まえだ ただあき、1946年2月11日 - ）は、日本の実業家。

## 学歴
- 1946年(昭和21年) 2月11日生まれ[1]
- 1964年(昭和39年) 3月 - 明治大学付属明治高等学校卒業
- 1968年(昭和43年) 3月 - 東京大学工学部計数工学科卒業
- 1970年(昭和45年) 3月 - 東京大学工学系大学院修士士課程修了
- 1975年(昭和50年) - 米国MIT Sloan School修士課程[要出典]

## 職歴
- 1970年(昭和45年) 4月 - 東京ガス株式会社入社
- 2000年(平成12年) - 東京ガス取締役エネルギー企画部長
- 2002年(平成14年) - 東京ガス常務執行役員
- 2006年(平成18年) - 東京ガス代表取締役副社長
- 2010年(平成22年) - 東京ガス取締役副会長
- 2004年(平成16年)～ 2006年（平成18年) - サウディ石油化学監査役
- 2005年(平成17年)～ 2014年(平成26年) - ＴＧ三井ホールディングス社長
- 2005年(平成17年)～ 2014年(平成26年) - ガスマレーシア取締役
- 2007年(平成19年)～ 2010年(平成22年) - 幕張メッセ取締役
- 2013年(平成25年)～ 明治大学政経学部特別招聘教授

## その他履歴
- 電波監理審議会会長[2]
- 日本エネルギー学会会長[3]
- 企業情報化協会会長・名誉会長[4]
- 日本オペレーションズ・リサーチ学会副会長
- 東京工業大学非常勤講師

## 著書
- 転機に立つエネルギー産業（共著）[要出典]